# Waterstoniella errata
Waterstoniella errata är en stekelart som först beskrevs av Wiebes 1966.  Waterstoniella errata ingår i släktet Waterstoniella och familjen fikonsteklar. Inga underarter finns listade i Catalogue of Life.